# 天羽羽矢
天羽羽矢是日本神話《記、紀》二書中出現的箭，「羽羽」的意義不明，不過素戔嗚尊斬殺八岐大蛇所使用的天羽羽斬劍（あめのはばきり），其中的「羽羽」表示大蛇。

## 概要
根據《日本書紀》卷第二神代之記載，高皇產靈尊賜天鹿兒弓（あめのかごゆみ）及天羽羽矢給天稚彥，派遣他下凡撥平葦原中國之邪鬼。但他甫抵葦原中國即娶下照姬為妻，因為久未回報結果，高皇產靈尊派雉鳥前往一探究竟。想不到天稚彥取出天鹿兒弓及天羽羽矢射死稚鳥，箭矢直達天上落在高皇產靈尊跟前。高皇產靈尊見到箭矢染血，以為天稚彥正與邪鬼激戰，遂投還天羽羽矢。不料天稚彥正臥床休息，中矢身亡。
《日本書紀》卷第三記載，神武天皇東征時與長髓彥軍大戰卻無法取勝，戰況陷入泥淖之際飛來一隻金色靈鴟停於其弓弭，其耀眼光芒令長髓彥軍士卒迷眩無法再戰。為報兄長五瀨命中箭身亡之仇，神武天皇軍隊窮追不捨，長髓彥派人前來解釋原委。原來其妹婿饒速日命乘天磐船自天降，為天神之子，而神武天皇亦自稱天神之子，他不相信天神子有兩個。神武天皇則質疑饒速日命若為天神之子，應有代表物，於是長髓彥出示饒速日命擁有的天羽羽矢及步鞬。

## 內部連結
- 饒速日命
- 神武東征

## 外部連結
- 《古事記》卷之二  第八章  神武天皇東征
- 《日本書紀》卷第三　神武天皇　神日本磐余彥天皇（页面存档备份，存于）